# 民主柬埔寨联合政府
民主柬埔寨联合政府（羅馬化：Odthaphibeal Chamrouh Kampouchea Brachathibtey，缩写为CGDK），1990年以后称柬埔寨民族政府（羅馬化：Rodthaphibeal Cheate nei Kampouchea，缩写为NGC），是柬越战争以后由柬埔寨三派政治势力组成的一个联合残存政府，这三派势力分别为：诺罗敦·西哈努克亲王领导的奉辛比克党、波尔布特领导的民主柬埔寨党（红色高棉）、宋双领导的高棉人民民族解放阵线。
在东盟的斡旋下，三方势力于1982年6月22日在吉隆坡签订协议，由西哈努克亲王担任主席、乔森潘担任负责外交事务的副主席、宋双担任总理。民主柬埔寨联合政府的合法性获得联合国的承认，并继承了民主柬埔寨政府在联合国的合法席位。联合政府得到了朝鲜民主主义人民共和国的大力支持，平壤在1982至1991年成为联合政府实际上的首都。
1990年，在巴黎和平协定签署前，民主柬埔寨联合政府更名为柬埔寨民族政府。1992年，柬埔寨过渡时期联合国权力机构成立，柬埔寨民族政府失去联合国席位。1993年，柬埔寨过渡时期联合国权力机构将政权移交给重新成立的柬埔寨王国；同年，柬埔寨民族政府解散。1994年，未能加入新政府的红色高棉发动叛乱，在拜林另外组建柬埔寨民族团结救国临时政府，并最终在1998年覆亡。